# گردان (فیلم)
گردان (چکی: Batalion) یک فیلم است که در سال ۱۹۳۷ منتشر شد.